# Saint-Pierre (Jura)

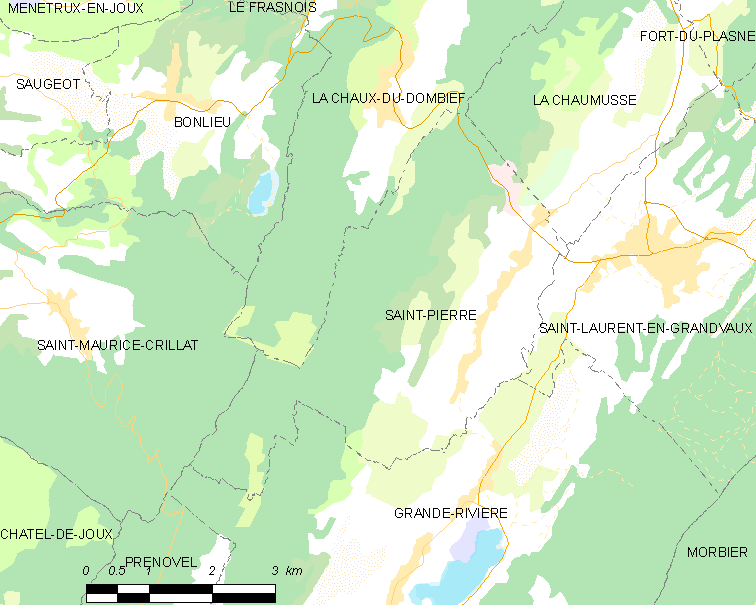

Saint-Pierre ist eine Gemeinde im französischen Département Jura in der Region Bourgogne-Franche-Comté.

## Geographie
Saint-Pierre liegt auf 882 m, etwa 20 km südlich der Stadt Champagnole (Luftlinie). Das Straßenzeilendorf erstreckt sich im Jura, auf dem ausgedehnten Hochplateau von Grandvaux, am Rand der Waldhöhen des Bois de la Joux Derrière.
Die Fläche des 16,37 km² großen Gemeindegebiets umfasst einen Abschnitt des französischen Juras. Der Hauptteil des Gebietes wird von der Hochfläche von Grandvaux (durchschnittlich auf 880 m) eingenommen. Sie zeigt nur geringe Reliefunterschiede und ist hauptsächlich von Wies- und Weideland bestanden. Das Gebiet besitzt keine oberirdischen Fließgewässer, weil das Niederschlagswasser im porösen kalkhaltigen Untergrund versickert. In einigen Mulden konnten sich Moorflächen entwickeln. Charakteristisch für die Hochfläche sind die Karsterscheinungen, wie beispielsweise Karrenfelder und Dolinen.
Nach Westen erstreckt sich das Gemeindeareal auf die langgezogene und dicht bewaldete Höhe des Bois de la Joux Derrière (auf der Raverette 1121 m) und über die schmale Längssenke der Combe de Trémontagne in den Bois des Mouillères, in dem mit 1134 m die höchste Erhebung von Saint-Pierre erreicht wird. Die nordwestliche Abgrenzung verläuft meist entlang dem Bach Dombief, einem linken Zufluss der Lemme. Ganz im Norden befindet sich der kleine Lac Ratay, eingebettet in eine Mulde zwischen den umliegenden Waldhöhen. Das Gemeindegebiet ist Teil des Regionalen Naturparks Haut-Jura (frz.: Parc naturel régional du Haut-Jura).
Zu Saint-Pierre gehören neben dem eigentlichen Ort auch mehrere Weiler, Hofgruppen und Einzelhöfe, darunter:
- Les Dadonnins (901 m) auf dem Hochplateau von Grandvaux an einem Straßenkreuz
- La Croix de Pierre (885 m) auf dem Hochplateau von Grandvaux
- Les Bouvets d’Amont (872 m) auf dem Hochplateau von Grandvaux

Nachbargemeinden von Saint-Pierre sind La Chaux-du-Dombief und La Chaumusse im Norden, Saint-Laurent-en-Grandvaux im Osten, Grande-Rivière Château im Süden sowie Saint-Maurice-Crillat im Westen.

## Geschichte
Seit dem Mittelalter gehörte Saint-Pierre zum Gebiet der Abtei von Grandvaux, die im 14. Jahrhundert mit der Abtei von Saint-Claude zusammengelegt wurde. Zusammen mit der Franche-Comté gelangte das Dorf mit dem Frieden von Nimwegen 1678 an Frankreich. Im 17. Jahrhundert war Saint-Pierre ein Zentrum des Safrananbaus.

## Sehenswürdigkeiten
Die Kirche Saint-Pierre wurde im 19. Jahrhundert an der Stelle einer Kapelle aus dem 17. Jahrhundert erbaut.

## Bevölkerung
| Jahr                       | 1962 | 1968 | 1975 | 1982 | 1990 | 1999 | 2005 | 2017 |
| Einwohner                  | 185  | 163  | 185  | 204  | 239  | 316  | 327  | 342  |
| Quellen: Cassini und INSEE |      |      |      |      |      |      |      |      |

Mit 362 Einwohnern (Stand 1. Januar 2022) gehört Saint-Pierre zu den kleinen Gemeinden des Département Jura. Nachdem die Einwohnerzahl in der ersten Hälfte des 20. Jahrhunderts markant abgenommen hatte (1886 wurden noch 355 Personen gezählt), wurde seit Mitte der 1970er Jahre wieder eine deutliche Bevölkerungszunahme verzeichnet.

## Wirtschaft und Infrastruktur
Saint-Pierre war bis weit ins 20. Jahrhundert hinein ein vorwiegend durch die Landwirtschaft, insbesondere Viehzucht und Milchwirtschaft, sowie durch die Forstwirtschaft geprägtes Dorf. Daneben gibt es heute einige Betriebe des lokalen Kleingewerbes, unter anderem ein Unternehmen der Brillenherstellung und eine Kunsttischlerei. Mittlerweile hat sich das Dorf auch zu einer Wohngemeinde gewandelt. Viele Erwerbstätige sind Wegpendler, die in den größeren Ortschaften der Umgebung ihrer Arbeit nachgehen.
Die Ortschaft liegt zwar abseits der größeren Durchgangsstraßen, ist aber verkehrstechnisch dank der Nähe der Hauptstraßen N5 (Champagnole–Morez) und N78 (Lons-le-Saunier–Saint-Laurent-en-Grandvaux) trotzdem gut erschlossen. Eine weitere Straßenverbindung besteht mit Grande-Rivière.